# Uapaca guineensis
Pour les articles homonymes, voir Palétuvier.
Espèce
Statut de conservation UICN

LC : Préoccupation mineure
Uapaca guineensis, le Faux-palétuvier, Palétuvier de rivière ou Palétuvier d'eau douce, est une espèce de plantes à fleurs de la famille des Phyllanthaceae et du genre Uapaca. C'est un arbre d'Afrique tropicale que l'on rencontre depuis la Sierra Leone jusqu'en République démocratique du Congo.

## Systématique
L'espèce est décrite en 1864 par le botaniste suisse Jean Müller.
Ce taxon porte en français les noms vernaculaires ou normalisés « Faux-palétuvier », « Palétuvier d'eau douce » ou « Palétuvier de rivière ».

### Synonymes
Uapaca guineensis a pour synonymes :
- Antidesma guineensis G.Don
- Antidesma guineensis G.Don ex Hook.
- Uapaca bingervillensis Beille
- Uapaca gabonensis Pierre
- Uapaca gabonensis Pierre ex Pax & K.Hoffm.
- Uapaca guineensis var. guineensis
- Uapaca seretii De Wild.
- Uapaca seretii DeWild.

### Liste des variétés
Selon Tropicos (21 septembre 2017) (Attention liste brute contenant possiblement des synonymes) :
- Uapaca guineensis var. guineensis
- Uapaca guineensis var. sudanica (Beille) Hutch.

## Reproduction
La dissémination de ses graines est facilitée par les éléphants, celles-ci étant capables de germer dans les excréments d'éléphant.